# Хју Грифит
Хју Грифит (енгл. Hugh Griffith) је био британски глумац, рођен 30. маја 1912. године у Маријан Гласу (Велс), а преминуо је 14. маја 1980. године у Лондону (Енглеска).

## Филмографија
| Улоге Хјуа Грифита |                        |               |                     |          |
| Година             | Српски назив           | Изворни назив | Улога               | Напомена |
| 1949.              | Нежна срца и дијадеме  |               | лорд председавајући |          |
| 1959.              | Бен Хур                |               | шеик Илдерим        |          |
| 1962.              | Побуна на броду Баунти |               | Александар Смит     |          |
| 1963.              | Том Џоунс              |               | властелин Вестерн   |          |
| 1968.              | Оливер!                |               | магистрат           |          |